# 리틀 트리스
리틀 트리스(Little Trees)는 덴마크의 음악 그룹이자 3인조 걸 그룹이다. 2001년부터 2002년까지 활동했다.

## 음반

### 싱글 앨범
- Help! I'm a Fish (Little Yellow Fish) (2001)
- Turn Around (2002)